# Taxiphyllopsis iwatsukii
Taxiphyllopsis iwatsukii là một loài Rêu trong họ Hypnaceae. Loài này được Higuchi & Deguchi mô tả khoa học đầu tiên năm 1987.